# Rapide Oued Zem
Rapide Oued Zem is een Marokkaanse voetbalclub, gevestigd in de Marokkaanse stad Oued Zem. De in 1926 opgerichte club komt uit in de Botola Pro en speelt zijn thuiswedstrijden in Stade Municipal de Oued Zem. De traditionele uitrusting van Rapide Oued Zem bestaat uit een blauw en wit tenue.
Hassania Agadir · Chabab Rif Al Hoceima · Renaissance de Berkane · Racing de Casablanca · Raja Casablanca · Wydad Casablanca · Difaa El Jadida · CA Khénifra · Olympique Khouribga · Kawkab Marrakech · Rapide Oued Zem · FAR Rabat · FUS de Rabat · Olympique Safi · Ittihad Tanger · Moghreb Athletic Tétouan